# Karjala Cup 2012
18. edycja turnieju Karjala Cup została rozegrana w dniach 7-10 listopada 2012 roku. Wzięły w nim udział cztery reprezentacje: Czech, Szwecji, Finlandii i Rosji. Każdy zespół rozegrał po trzy spotkania, a łącznie odbyło się sześć spotkań. Pięć spotkań odbyło się w hali HK Arena w Turku, jeden mecz rozegrano się w czeskim Libercu w hali Tipsport Arena. Zwycięzcą turnieju została reprezentacja Czech.
Turniej był pierwszym, zaliczanym do klasyfikacji Euro Hockey Tour w sezonie 2012/2013.

## Wyniki
| 7 listopada 2012 | Rosja | 1:2 pd. | Finlandia | HK Arena, Turku |

| Szczegóły          | Szczegóły              | Szczegóły            | Szczegóły                                  | Szczegóły                                                                          |
| ------------------ | ---------------------- | -------------------- | ------------------------------------------ | ---------------------------------------------------------------------------------- |
| Godzina: 17:30 CET | A. Anisimow (PP) 20:31 | (0:0, 1:0, 0:1, 0:1) | 50:49 (EQ) T. Laine 65:00 (PS) P. Nummelin | Widzów: 9.538 Sędzia główny: Morgan Johansson Sędziowie liniowi: Marcus Vinnerborg |
| Godzina: 17:30 CET | 8 min. kar             |                      | 4 min. kar                                 | Widzów: 9.538 Sędzia główny: Morgan Johansson Sędziowie liniowi: Marcus Vinnerborg |

| 7 listopada 2012 | Czechy | 3:1 | Szwecja | Tipsport Arena, Liberec |

| Szczegóły          | Szczegóły                                                         | Szczegóły       | Szczegóły               | Szczegóły                                                                          |
| ------------------ | ----------------------------------------------------------------- | --------------- | ----------------------- | ---------------------------------------------------------------------------------- |
| Godzina: 18:00 CET | T. Plekanec (EQ) 40:37 M. Vondrka (EQ) 48:56 J. Tlustý (PP) 52:48 | (0:0, 0:0, 3:1) | 58:58 (PP) C. Söderberg | Widzów: 5.227 Sędzia główny: Konstantin Olenin Sędziowie liniowi: Aleksiej Rawodin |
| Godzina: 18:00 CET | 20 min. kar                                                       |                 | 14 min. kar             | Widzów: 5.227 Sędzia główny: Konstantin Olenin Sędziowie liniowi: Aleksiej Rawodin |

| 9 listopada 2012 | Szwecja | 2:3 | Rosja | HK Arena, Turku |

| Szczegóły          | Szczegóły                                        | Szczegóły       | Szczegóły                                                            | Szczegóły                                                                     |
| ------------------ | ------------------------------------------------ | --------------- | -------------------------------------------------------------------- | ----------------------------------------------------------------------------- |
| Godzina: 14:00 CET | M. Thörnberg (PP) 05:07 T. Mårtensson (EQ) 28:22 | (1:2, 1:0, 0:1) | 02:20 (EQ) J. Awierin 11:02 (EQ) W. Szypaczow 42:38 (EQ) W. Tichonow | Widzów: 4.365 Sędzia główny: Stefan Fonselius Sędziowie liniowi: Jari Levonen |
| Godzina: 14:00 CET | 6 min. kar                                       |                 | 37 min. kar                                                          | Widzów: 4.365 Sędzia główny: Stefan Fonselius Sędziowie liniowi: Jari Levonen |

| 9 listopada 2011 | Finlandia | 0:1 | Czechy | HK Arena, Turku |

| Szczegóły          | Szczegóły  | Szczegóły       | Szczegóły            | Szczegóły                                                                           |
| ------------------ | ---------- | --------------- | -------------------- | ----------------------------------------------------------------------------------- |
| Godzina: 18:30 CET |            | (0:1, 0:0, 0:0) | 17:48 (EQ) P. Nedvěd | Widzów: 10.238 Sędzia główny: Morgan Johansson Sędziowie liniowi: Marcus Vinnerborg |
| Godzina: 18:30 CET | 2 min. kar |                 | 6 min. kar           | Widzów: 10.238 Sędzia główny: Morgan Johansson Sędziowie liniowi: Marcus Vinnerborg |

| 10 listopada 2012 | Czechy | 2:1 | Rosja | HK Arena, Turku |

| Szczegóły          | Szczegóły                               | Szczegóły       | Szczegóły                 | Szczegóły                                                                   |
| ------------------ | --------------------------------------- | --------------- | ------------------------- | --------------------------------------------------------------------------- |
| Godzina: 13:00 CET | Z. Irgl (PP) 08:45 J. Tlustý (PP) 17:38 | (2:0, 0:1, 0:0) | 33:43 (PP) J. Miedwiediew | Widzów: 7.869 Sędzia główny: Antti Boman Sędziowie liniowi: Mikko Kaukokari |
| Godzina: 13:00 CET | 12 min. kar                             |                 | 6 min. kar                | Widzów: 7.869 Sędzia główny: Antti Boman Sędziowie liniowi: Mikko Kaukokari |

| 10 listopada 2012 | Finlandia | 3:1 | Szwecja | HK Arena, Turku |

| Szczegóły          | Szczegóły                                                            | Szczegóły       | Szczegóły               | Szczegóły                                                                         |
| ------------------ | -------------------------------------------------------------------- | --------------- | ----------------------- | --------------------------------------------------------------------------------- |
| Godzina: 17:00 CET | S. Salminen (EQ) 03:26 J. Enlund (PP) 37:14 J-P. Haatalja (PP) 58:31 | (1:0, 1:1, 1:0) | 31:21 (EQ) C. Söderberg | Widzów: 11.820 Sędzia główny: Antonín Jeřábek Sędziowie liniowi: Vladimír Šindler |
| Godzina: 17:00 CET | 12 min. kar                                                          |                 | 12 min. kar             | Widzów: 11.820 Sędzia główny: Antonín Jeřábek Sędziowie liniowi: Vladimír Šindler |

## Klasyfikacja
| Lp. | Zespół    | M | Pkt | W | WpD | PpD | P | G + | G - | +/- |
| --- | --------- | - | --- | - | --- | --- | - | --- | --- | --- |
| 1   | Czechy    | 3 | 9   | 3 | 0   | 0   | 0 | 6   | 2   | +4  |
| 2   | Finlandia | 3 | 5   | 1 | 1   | 0   | 1 | 5   | 3   | +2  |
| 3   | Rosja     | 3 | 4   | 1 | 0   | 1   | 1 | 5   | 6   | -1  |
| 4   | Szwecja   | 3 | 0   | 0 | 0   | 0   | 3 | 4   | 9   | -5  |

Lp. = lokata, M = liczba rozegranych spotkań, Pkt = Liczba zdobytych punktów, W = Wygrane, WpD = Wygrane po dogrywce lub karnych, PpD = Porażki po dogrywce lub karnych, P = Porażki, G+ = Gole strzelone, G- = Gole stracone, +/- = bilans bramek

## Klasyfikacje indywidualne
- Klasyfikacja strzelców:  Carl Söderberg,  Jiří Tlustý – 2 gole
- Klasyfikacja asystentów: 4 zawodników – 2 asysty
- Klasyfikacja kanadyjska: 11 zawodników – 3 punkty

## Nagrody
Dyrektoriat turnieju wybrał trójkę najlepszych zawodników, po jednej na każdej pozycji:
- Bramkarz:  Ondřej Pavelec
- Obrońca:  Staffan Kronwall
- Napastnik:  Sakari Salminen

Drużyna Gwiazd wybrana przez media:
- Bramkarz:  Ondřej Pavelec
- Obrońcy:  Ilja Nikulin,  Petteri Nummelin
- Napastnicy:  Sakari Salminen,  Mikko Koivu,  Petr Nedvěd